# Смирнов, Владимир Ипполитович
Владимир Ипполитович Смирнов (1915—1996) — советский конструктор, Герой Социалистического Труда (1981).

## Биография
Владимир Ипполитович Смирнов родился 7 июля 1915 года в городе Торжке (ныне — Тверская область). Окончил среднюю школу, школу фабрично-заводского ученичества и рабфак при Тульском оружейном заводе. В 1940 году окончил Московский авиационный институт, после чего работал на заводе № 240 Народного комиссариата (впоследствии — Министерства) авиационной промышленности СССР — ОКБ С. В. Ильюшина (в настоящее время — Авиационный комплекс имени С. В. Ильюшина). Прошёл трудовой путь от инженера-конструктора до заместителя главного конструктора и руководителя КБ по проектированию комплексов и систем оборудования самолётов.
Смирнов являлся активным участников разработки, изготовлении и испытаний всех самолётов, конструировавшихся в ОКБ С. В. Ильюшина, начиная с «Ил-2». Внёс большой вклад в разработку систем закрытой связи, в том числе спутниковой, новейших систем электрического снабжения летательных аппаратов, внедрение новейших средств радиоэлектроники в средства вождения самолётов, модернизацию навигационных и посадочных комплексов. В 1970 году Смирнову была присуждена Ленинская премия, а в 1983 году — почётное звание «Почётный авиастроитель».
Закрытым Указом Президиума Верховного Совета СССР в 1981 году Владимир Ипполитович Смирнов был удостоен высокого звания Героя Социалистического Труда с вручением ордена Ленина и медали «Серп и Молот».
Проживал в Москве. Скончался в 1996 году.
Был награждён тремя орденами Ленина, двумя орденами Трудового Красного Знамени, орденом «Знак Почёта» и рядом медалей.